# Arara-vermelha-de-cuba
Arara-vermelha-de-cuba ou arara-cubana (nome científico: Ara tricolor) é uma espécie extinta de arara que era nativa da ilha principal de Cuba e da vizinha ilha da Juventude. Os últimos espécimes morreram no final do século XIX. Seu parentesco com outras araras do gênero Ara ainda não está claro, mas ela pode ter sido uma "prima" próxima da Ara macao com a qual compartilha algumas semelhanças na aparência. Também pode ter uma relação estreita com a arara-vermelha-jamaicana (Ara gossei). Não restou nenhum esqueleto da ave moderna, mas alguns subfósseis foram achados em Cuba. 
Com apenas cerca de 45 a 50 centímetros de comprimento, é uma das menores araras já identificadas pela ciência. Tinha cabeça vermelha, laranja, amarela e branca, e um corpo laranja, verde, marrom, azul e vermelho. Pouco se sabe sobre o seu comportamento, mas foi relatado que construía ninhos em árvores ocas, vivia em casais ou famílias, e alimentava-se com sementes e frutas. A distribuição original em Cuba da espécie é desconhecida, mas pode ter sido restrita às regiões central e oeste da ilha principal. Foi relatada, principalmente, na grande Ciénaga de Zapata, onde habitava terreno aberto, com árvores dispersas. 
A arara-vermelha-de-cuba era comercializada e caçada por ameríndios e depois pelos europeus após a sua chegada no século XV. Muitos exemplares foram levados para a Europa como aves de estimação, e 19 peles ainda existem atualmente em museus. Tornou-se rara por meados do século XIX, devido à pressão da caça, comércio e destruição do habitat. Furacões podem também ter contribuído para a sua extinção. Os últimos relatos confiáveis da espécie são de 1850 em Cuba e 1864 na ilha da Juventude, mas pode ter persistido até 1885.

## Taxonomia

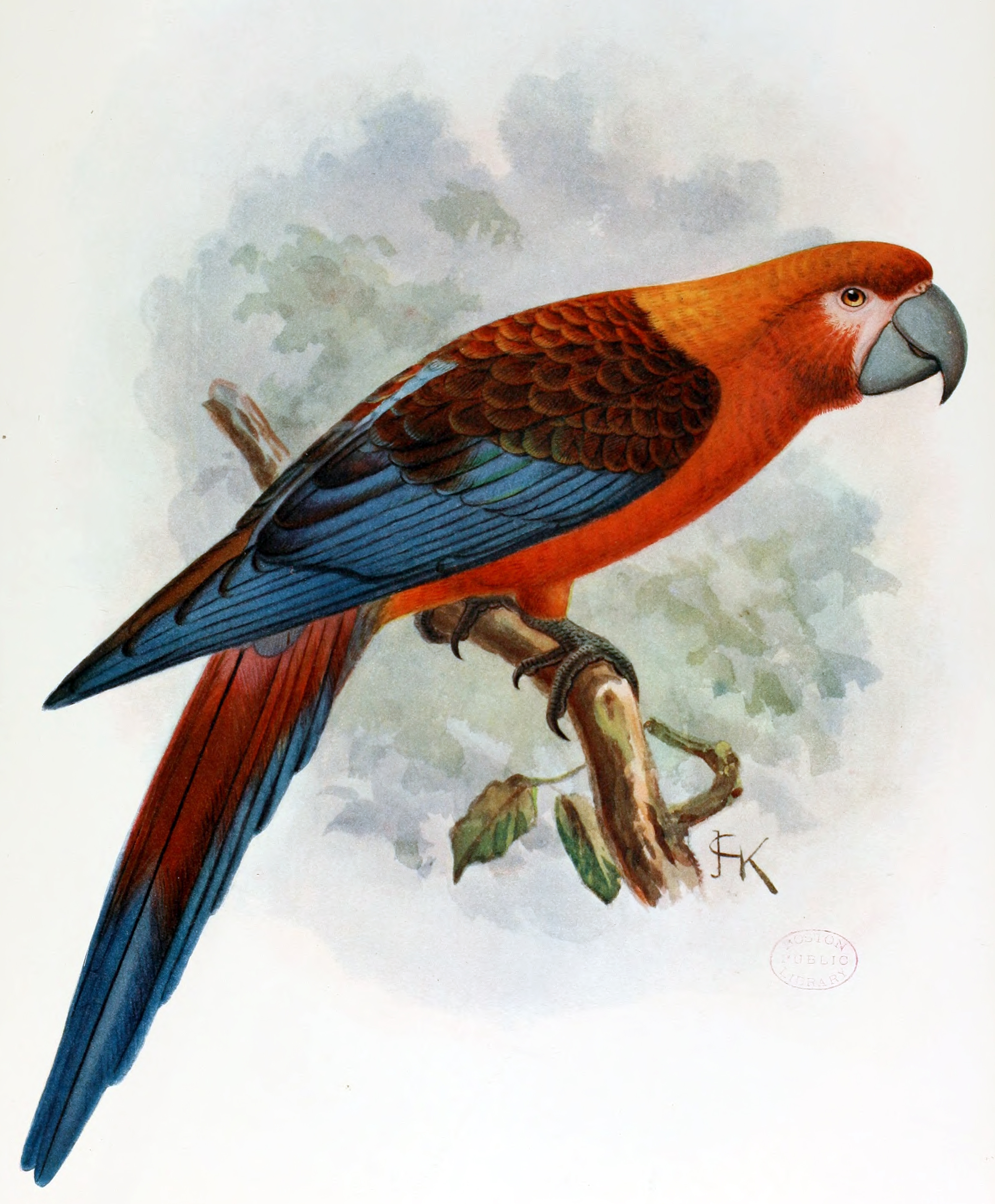
Ilustração de um espécime no World Museum de Liverpool de John Gerrard Keulemans, da obra Extinct Birds de Rothschild, 1907.

Os primeiros exploradores de Cuba, como Cristóvão Colombo e Diego Álvarez Chanca, mencionaram as araras-vermelha-de-cuba em manuscritos dos séculos XV e XVI. Esses animais foram descritos e ilustrados em várias das obras mais antigas sobre a ilha. Em 1811, o naturalista alemão Johann Bechstein descreveu cientificamente a espécie, batizando-a de Psittacus tricolor. A descrição de Bechstein teve como base o texto sobre a ave presente no livro de François Le Vaillant, de 1801, Histoire Naturelle des Perroquets.
Atualmente, 19 peles de araras-vermelha-de-cuba permanecem preservadas em 15 coleções em todo o mundo (como no Museu de História Natural de Tring, Museu Nacional de História Natural de Paris, Museu Sueco de História Natural e Museu Smithsoniano), mas muitas são de proveniência incerta. Várias foram fornecidas pelo naturalista cubano Juan Gundlach, que recolheu alguns dos últimos indivíduos sobreviventes que eram regularmente alimentados perto de Ciénaga de Zapata em 1849 e 1850. Alguns dos espécimes preservados viveram em cativeiro em zoológicos (como o Jardim das Plantas de Paris, o Jardim Zoológico de Berlim e o Natura Artis Magistra, em Amsterdã), ou engaiolados. Há registro de várias outras peles, mas que foram perdidas ao longo dos anos. Não há nenhum ovo preservado.
Não sobrou nenhum resto de esqueleto da ave moderna, mas três espécimes subfósseis foram descobertos: metade de um carpometacarpo de um provável depósito de primavera do Pleistoceno em Ciego Montero, identificado por extrapolação a partir do tamanho de peles de arara-vermelha-de-cuba e ossos de araras sobreviventes (relatado em 1928); um rostrum de um depósito de caverna do Quaternário em Caimito (relatado em 1984); e um crânio desgastado de Sagua la Grande, que foi depositado em uma dolina inundada possivelmente durante o Quaternário e associado a vários pássaros e preguiças-gigante extintos (relatado em 2008).

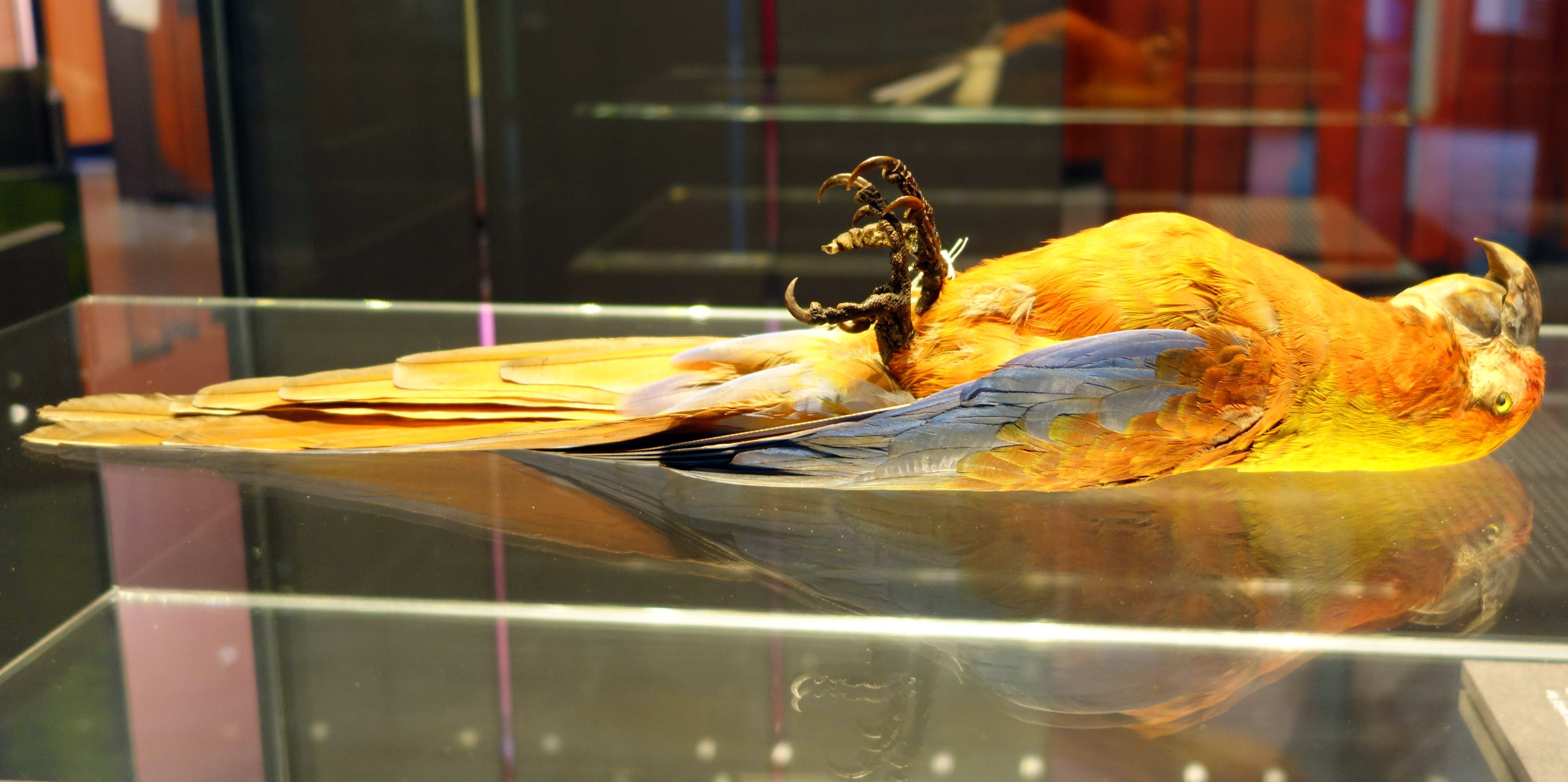
Pele do Museum für Naturkunde, em Berlim, um dos 19 espécimes existentes.

Foram apontadas cerca de 13 espécies já extintas de araras que viveram nas ilhas do Caribe, mas muitas delas tiveram suas descrições baseadas exclusivamente em relatos escritos ou desenhos antigos, e representam, na verdade, apenas espécies hipotéticas. Somente duas espécies de araras caribenhas endêmicas são conhecidas a partir de restos físicos: a arara-vermelha-de-cuba e a Ara autocthones, que foi descrita apenas a partir de subfósseis. Sabe-se que as araras foram transportadas entre as ilhas do Caribe e do continente sul-americano para o Caribe, tanto em tempos históricos por europeus e nativos, como em tempos pré-históricos pelos paleoamericanos. Os registros históricos de araras nestas ilhas, portanto, podem não ter representado espécies endêmicas distintas; também é possível que estas aves tivessem fugido de seu habitat com a chegada de araras selvagens "estrangeiras" que haviam sido transportadas para lá. Provavelmente, todas as araras endêmicas do Caribe foram levadas à extinção por humanos em tempos históricos e pré-históricos. A identificação e classificação precisa dessas aves poderá ser resolvida no futuro através de novos achados fósseis e da análise de obras de arte e relatos contemporâneos.

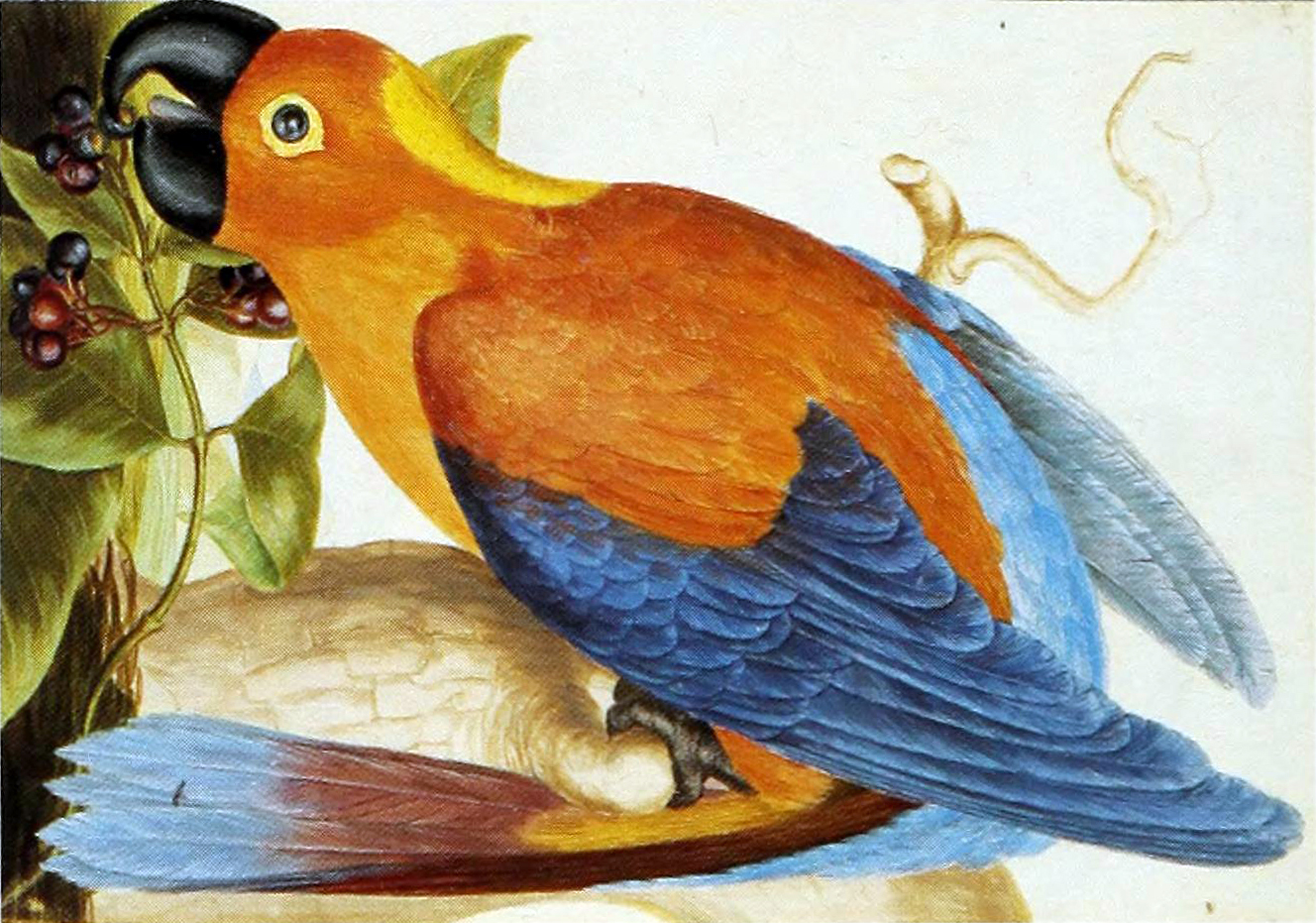
Possível descrição da Arara-vermelha-de-cuba na Jamaica, de L. J. Robins, 1765.

A arara-vermelha-jamaicana (Ara gossei), espécie hipotética que teria sido endêmica da Jamaica, foi nomeada por Walter Rothschild em 1905 com base na descrição da imagem de um espécime em 1765. A ave foi descrita como sendo parecida com a arara-vermelha-de-cuba, cuja principal diferença era a testa amarela. Alguns especialistas acreditam que o espécime descrito pode ter sido, na verdade, uma arara-vermelha-de-cuba selvagem. Uma pintura estilizada de 1765 de uma arara, feita pelo tenente L. J. Robins e publicada num volume chamado The Natural History of Jamaica, se assemelha muito a uma arara-vermelha-de-cuba, e pode mostrar um indivíduo que tinha sido levado para lá; no entanto, também tem sido alegado que a pintura mostra a arara-vermelha-jamaicana.
Em 1985, David Wetherbee sugeriu que os exemplares existentes de arara-vermelha-de-cuba vieram tanto de Cuba como de Hispaniola, baseado na interpretação de um relatório de 1888. Ele acreditava que o nome Ara tricolor se aplica a uma suposta espécie de Hispaniola e, portanto, cunhou um novo nome para a espécie cubana, Ara cubensis. Esta hipótese não foi aceita por outros especialistas, e não há nenhuma evidência clara de que realmente existiu uma espécie de arara em Hispaniola. O livro Extinct Birds, escrito por Rothschild em 1907, incluiu uma representação de um exemplar no Museu de Liverpool que foi apresentado como uma arara-vermelha-de-cuba. Em 1908, numa resenha do livro publicada no The Auk, o revisor afirmou que a gravura dava a impressão de ser suficientemente diferente das araras cubanas conhecidas e que poderia se tratar, na verdade, de uma espécie maior e desconhecida de arara, tal como uma espécie do Haiti. A objeção do revisor não foi aceita.
Uma vez que só existem descrições detalhadas de araras extintas da espécie que habitava Cuba, é impossível determinar com precisão os parentescos que ela possuía. Tem sido sugerido que o "primo" continental mais próximo da arara-vermelha-de-cuba é a arara-vermelha (Ara macao), devido à distribuição similar do vermelho e do azul em sua plumagem, e à presença de uma mancha branca ao redor dos olhos, coberta apenas por linhas de pequenas penas vermelhas. Além disso, a distribuição geográfica da arara-vermelha estende-se às margens do mar do Caribe. A arara cubana é distinta devido à falta de uma área amarela no ombro, ao bico todo preto, e ao tamanho menor. As duas também compartilham uma espécie de ácaro de penas, o que apoia o parentesco entre elas. James Greenway acreditava que a Ara macao e a arara-vermelha-de-cuba formavam uma superespécie com as outras espécies hipotéticas extintas sugeridas para Jamaica, Hispaniola e Guadalupe. Em língua portuguesa, a arara-vermelha-de-cuba também é conhecida pelo nome popular de arara-cubana.

## Descrição
A arara-vermelha-de-cuba tinha um testa vermelha que ia gradualmente mudando sua cor para laranja e depois, já na nuca, para amarelo. Possuía áreas brancas e sem penas ao redor dos olhos, e as íris amarelas. A face, o queixo, o tórax, o abdome e coxas eram de cor laranja. As pernas eram castanhas. A parte superior do dorso era vermelho-acastanhado com algumas penas verdes encurvadas. A parte inferior do dorso e as penas sob a cauda eram azuis. As penas das asas eram marrons, vermelhas e azul-púrpura. A superfície superior da cauda era vermelho-escuro ficando gradualmente azul em direção à ponta, e a superfície inferior da cauda era vermelho-acastanhado. O bico tem sido descrito como escuro, todo preto, e preto acinzentado. Os machos e as fêmeas são idênticos na aparência externa, tal como acontece com outras araras.
Com cerca de 50 centímetros de comprimento, a arara-vermelha-de-cuba era um terço menor do que seus "primos" maiores. A asa tinha 27,5 a 29,0 centímetros de comprimento, e o cauda media 21,5 a 29,0 cm, o culmen 42 a 46 milímetros, e o tarso 2,7 a 3,0 cm. O crânio subfóssil mostra que a distância entre a articulação naso-frontal e o côndilo occipital era de 47 milímetros, o comprimento da articulação naso-frontal era de cerca de 25 milímetros, e o tamanho dos processos pós-orbitais era de cerca de 40 milímetros. Os detalhes do crânio eram similares ao de outras espécies do gênero Ara.
Austin Hobart Clark relatou que as araras jovens eram verdes, embora não tenha fornecido qualquer evidência para essa afirmação. Não está claro se os pássaros verdes manchados na ilha eram de fato araras jovens ou se eram araras-militares (Ara militaris) selvagens.
De acordo com Errol Fuller, há rumores de que aviculturalistas teriam criado pássaros semelhantes na aparência à arara-vermelha-de-cuba. As aves, no entanto, são declaradamente maiores em tamanho que esta, tendo sido procriadas a partir de espécies de araras maiores.

## Comportamento e ecologia

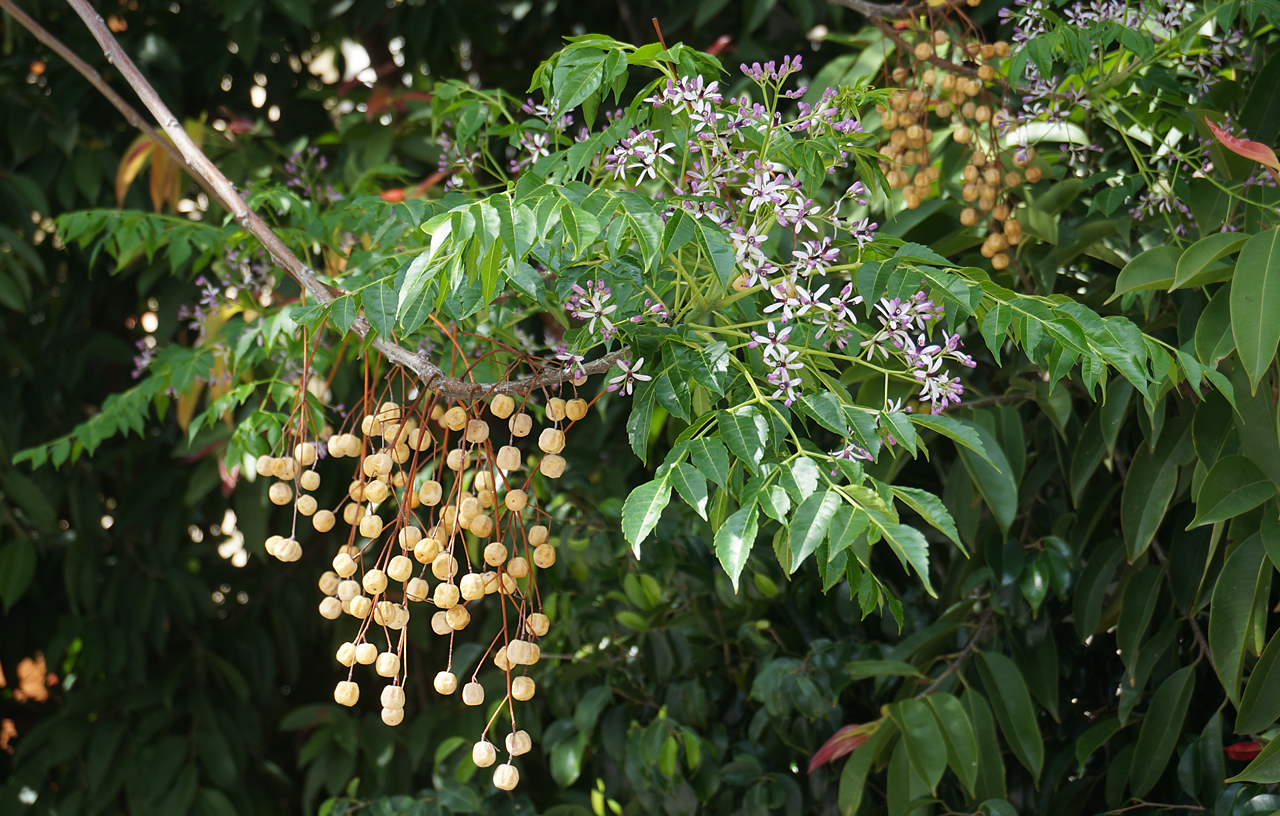
As sementes da amargoseira faziam parte da dieta.

Pouco se sabe sobre o comportamento da arara-vermelha-de-cuba e dos seus "primos" extintos do Caribe. O naturalista cubano Juan Gundlach mencionou que essas aves vocalizavam ruidosamente como seus parentes da América Central, e que viviam em pares ou famílias. Suas habilidades de imitar a fala humana teriam sido inferiores às de outros papagaios. Nada se sabe sobre os hábitos de reprodução, nem sobre os ovos, mas há um relato de um ninho num buraco em uma palmeira.
A porção superior do crânio de um subfóssil é achatada, o que indica que a arara-vermelha-de-cuba alimentava-se de sementes duras, especialmente de palmeiras. Esta dieta se assemelha à de seus parentes maiores do continente sul-americano, mas é distinta da de aves menores da mesma família, que são frugívoras. Em 1876, Gundlach escreveu que a arara comia frutas, sementes da palmeira-real-de-cuba (Roystonea regia) e da amargoseira (Melia azedarach), bem como outras sementes e brotos. Cuba tem muitas espécies de palmeiras, e as encontradas em pântanos foram, provavelmente, as mais importantes para a ave. Acredita-se que a polpa em torno das sementes da amargoseira era a parte consumida pela arara.
Em 2005, uma nova espécie de piolho de aves, Psittacobrosus bechsteini, foi descrita com base em um exemplar morto descoberto numa pele de arara-vermelha-de-cuba de um museu em Berlim. Acredita-se ter sido um parasita exclusivo para esta ave, sendo portanto um exemplo de co-extinção. As espécies de ácaros Genoprotolichus eurycnemis e Distigmesikya extincta também foram relatadas a partir de peles de araras-vermelha-de-cuba, o último novo para a ciência.

## Distribuição e habitat

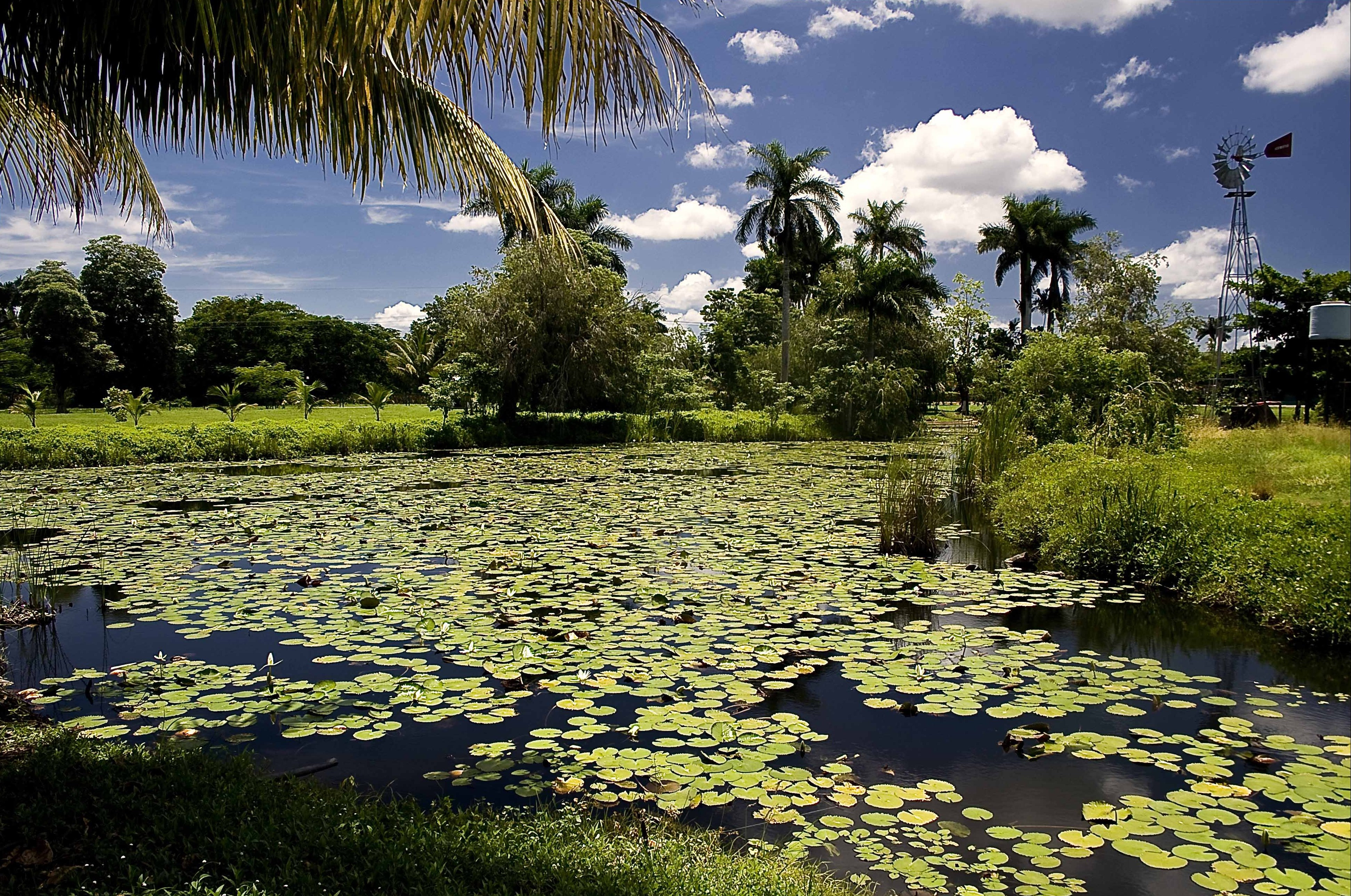
A região pantanosa de Ciénaga de Zapata era um dos habitats da arara.

A amplitude da distribuição da espécie na época da colonização europeia na ilha principal de Cuba não é clara, mas a arara teria se tornando rara em meados do século XIX. A abrangência da ave pode ter sido restrita à parte central e ocidental de Cuba. A maioria dos registros daquele século são baseados em relatos de Gundlach na imensa Ciénaga de Zapata, onde a espécie era um tanto comum próximo do limite norte da região. Na década de 1870, foi se tornando mais rara e recuou para o interior.
O crânio subfóssil de Sagua la Grande é o registro mais setentrional e oriental da ave. Um rostrum subfóssil foi encontrado em uma caverna. As cavernas geralmente não são visitadas por araras, mas a região circundante é, possivelmente, um antigo pântano. A arara-vermelha-de-cuba também havia habitado a ilha da Juventude (anteriormente chamada de ilha de Pinos), portanto fora da ilha principal de Cuba; mas Outram Bangs e W. R. Zappey relataram que o último casal foi abatido perto de La Vega, em 1864. Os autores mais antigos também alegaram que a espécie habitava o Haiti e a Jamaica, mas essa afirmação não é mais aceita.
O habitat da arara-vermelha-de-cuba era o terreno de savana aberta com árvores dispersas, típicas da região de Ciénaga de Zapata. Originalmente, Cuba era amplamente coberta por florestas, muitas das quais já foram convertidas em áreas de cultivo e pastagens. Lomas de Rompe, onde a arara também foi relatada, tinha florestas de galeria parecidas com florestas tropicais.

## Extinção

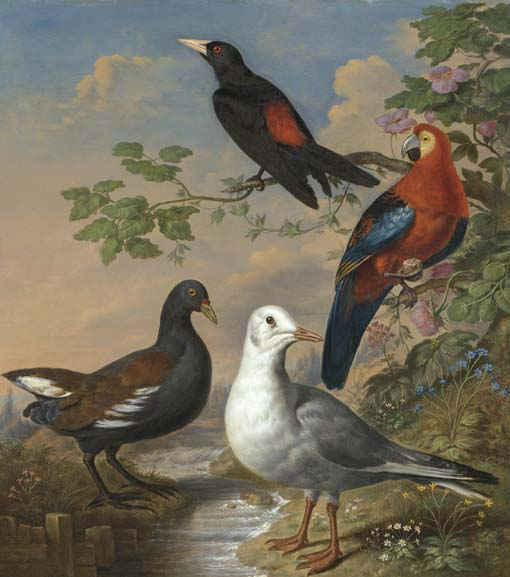
Pintura de Philip Reinagle mostrando a arara e outras aves.

A caça tem sido apontada como um dos fatores que contribuíram para a extinção da arara-vermelha-de-cuba. Mesmo antes da chegada dos europeus, as aves já eram caçadas, mantidas presas como animais de estimação e comercializadas por ameríndios do Caribe. A espécie teria sido "estúpida" e lenta para escapar, e, portanto, era facilmente capturada. Ela também era morta para servir como alimento; o aventureiro italiano Gemelli Careri descreveu a carne como saborosa, mas Gundlach a considerava dura. Evidências arqueológicas sugerem que a arara era caçada em Havana entre os séculos XVI e XVIII. Ela também pode ter sido perseguida como uma praga agrícola, embora não costumasse viver perto de habitações.
Além de terem sido mantidas como animais de estimação no Caribe, muitas araras (talvez milhares de espécimes) foram comercializadas e enviadas para a Europa. Esse comércio também tem sido apontado como uma das razões da extinção. A julgar pelo número de exemplares preservados que originalmente eram cativos, a espécie provavelmente não era incomum em jardins zoológicos e outras coleções no continente europeu. A ave costumava ser criada engaiolada, apesar de sua reputação de estragar objetos com o bico. Além disso, os caçadores pegavam as araras jovens observando os adultos; eles derrubavam as árvores onde estavam os ninhos, embora às vezes os filhotes fossem mortos acidentalmente. Esta prática reduziu a população e seletivamente destruíu as espécies de árvores nas quais a arara se reproduzia. Esse método de captura permanece sendo utilizado até hoje com o periquito-cubano (Psittacara euops) e o papagaio-cubano (Amazona leucocephala).
Acredita-se que, em 1844, um furacão dizimou a população de araras-vermelha-de-cuba de Pinar del Río. Furacões subsequentes, em 1846 e 1856, destruíram ainda mais o seu habitat na parte ocidental de Cuba e dispersou a população remanescente. Além disso, uma tempestade tropical atingiu Ciénaga de Zapata em 1851. Para uma população saudável de araras, tais eventos poderiam ter sido benéficos, criando um habitat conveniente. No entanto, dada a situação precária da espécie, esses acontecimentos podem ter resultado em um habitat fragmentado e levado as aves a procurar alimento em áreas onde elas eram mais vulneráveis à caça.
A data de extinção da arara-vermelha-de-cuba é incerta. Avistamentos de Gundlach na Ciénaga de Zapata na década de 1850 e um relatório de segunda mão de Zappey de um casal da ave na ilha da Juventude, em 1864, são os últimos relatos confiáveis. Em 1886, Gundlach informou que ele acreditava que aves persistiam no sul de Cuba, o que levou Greenway a sugerir que a espécie sobreviveu até 1885. Araras estão muitas vezes entre as primeiras espécies a serem exterminadas de uma determinada localidade, especialmente em ilhas.